# Lycosa arambagensis
Lycosa arambagensis este o specie de păianjeni din genul Lycosa, familia Lycosidae, descrisă de Kalipada Biswas în anul 1992. Conform Catalogue of Life specia Lycosa arambagensis nu are subspecii cunoscute.